# Travail coopératif assisté par ordinateur
Le travail coopératif assisté par ordinateur (TCAO) (en anglais : Computer Supported Cooperative Work, ou CSCW), est un champ de recherche.
Bien que souvent assimilé à tort au groupware, le TCAO s’en distingue du fait qu’il représente l’étude des outils et techniques des groupwares ainsi que leurs effets sociaux, psychologiques et d'organisation.
Cependant, il se distingue du système expert par le fait que chaque utilisateur est expert en son domaine, rendant son utilisation la plus simple possible afin qu’elle puisse être comprise de tous.

### Liens connexes
- Manuel Zacklad